# مارك ليونس
مارك ليونس (بالإنجليزية: Mark Lyons)‏ مواليد 4 يوليو 1989 في سكنيكتادي، هو لاعب كرة سلة أمريكي. بدأ مسيرته الاحترافية في سنة 2013. يحمل الرقم 2. يبلغ طوله 6 قدم 1 بوصة (1.9 م). لعب مع نادي زادار لكرة السلة في الدوري الكرواتي لكرة السلة الدرجة الأولى وأوشاك سبورتيف في الدوري التركي لكرة السلة.

## روابط خارجية
- مارك ليونس على موقع سبورتس رفرنس (الإنجليزية)
- مارك ليونس على موقع كرة السلة الأوروبية.كوم (الإنجليزية)
- مارك ليونس على موقع كلية كرة السلة في سبورتس رفرنس.كوم (الإنجليزية)
- مارك ليونس على موقع ريلجم (الإنجليزية)
- مارك ليونس على موقع بروبوليرز (الإنجليزية)
- مارك ليونس على موقع سبورتس رفرنس (الإنجليزية)